# 芳香族炭化水素受容体核内輸送体
芳香族炭化水素受容体核内輸送体（ARNT: aryl hydrocarbon receptor nuclear translocator）は、リガンド結合型芳香族炭化水素受容体（AhR）と複合体を形成するタンパク質であり、AhRが受容体として機能するために必要である。また、低酸素誘導因子1（HIF1）のベータサブユニットとしても知られている。TEL-ARNT融合タンパク質の発現をもたらす遺伝子座のt(1; 12)(q21; p13)転座は、急性骨髄芽球性白血病と関連している。この遺伝子について、異なるアイソフォームをコードする3つのスプライスバリアントが報告されている。
AhRは、生体異物代謝に関与するいくつかの酵素の誘導に関与している。リガンドを含まない、細胞質ゾル型のAhRは、熱ショックタンパク質90（Hsp90）と複合体を形成する。ダイオキシンと多環芳香族炭化水素を含むリガンドの結合は、リガンド結合サブユニットの核への転座をもたらす。生体異物代謝に関与する酵素の誘導は、これら酵素の遺伝子のプロモーター内の生体異物応答エレメントへのリガンド結合型AhRの結合を介して発生する。

## 相互作用分子
ARNTは、以下の生体分子と相互作用する。
- 芳香族炭化水素受容体相互作用タンパク質（AIP）[6][7]
- 芳香族炭化水素受容体（AHR）[8][9][10][11]
- 内皮PASドメイン含有タンパク質（EPAS1）[12]
- 低酸素誘導因子1A（HIF1A）[12][13]
- 核内受容体コアクチベーター2（NCOA2）[14]
- SIM1[13][15]
- SIM2[13][15][16][17]